# Les Filles de l'océan

Les Filles de l'océan (Rip Girls) est un téléfilm de la collection des Disney Channel Original Movie et réalisé par Joyce Chopra  en 2000.

## Synopsis
Sydney, une jeune fille de treize ans, qui hérite d'une propriété sur son île natale, Hawaï. De retour sur les lieux de son enfance avec son père et sa belle-mère, elle retrouve d'anciens souvenirs et part sur les traces de sa mère, décédée lorsqu'elle était bébé. Comme elle, Sydney se découvre une véritable passion pour le surf, qu'elle partage avec ses nouveaux amis. Mais son père menace de la ramener à Chicago.

## Distribution
- Camilla Belle (VF : Adeline Chetail) : Sydney Miller
- Dwier Brown (VF : Éric Legrand) : Ben Miller
- Stacie Hess : Gia
- Brian Stark (VF : Paolo Domingo) : Koa (Kona en VO) (crédité Brian Christopher Stark)
- Jeanne Mori : Malia
- Lauren Sinclair : Elizabeth Miller
- Keone Young : Bo
- Kanoa Chung : Kai
- Meleana White : Mele
- Joy Magelssen (VF : Dorothée Pousséo) : Lanea

 Source et légende : version française (VF) sur RS Doublage et carton du doublage français.